# Giovanni Battista Belluzzi

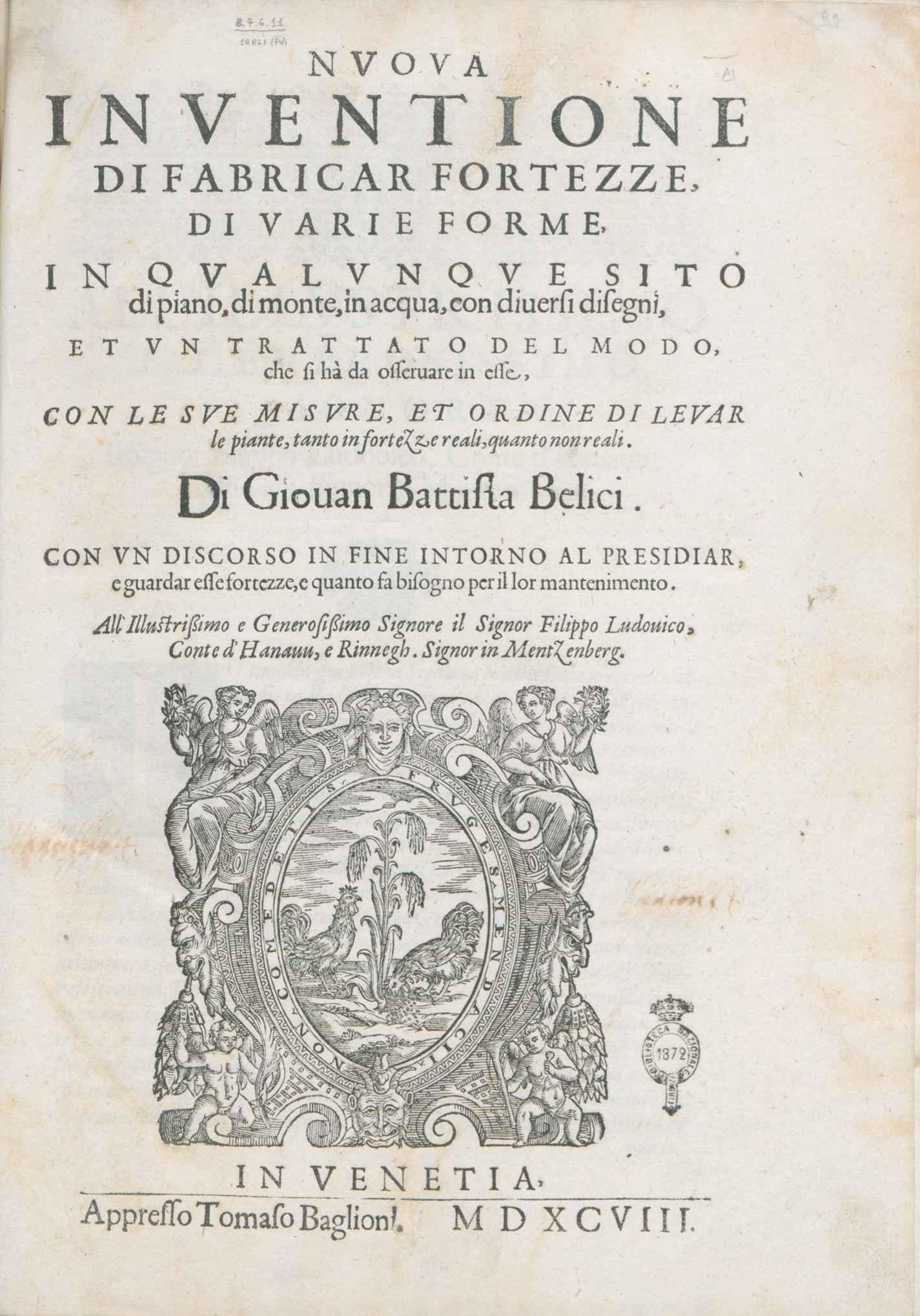
Nuova inventione di fabricar fortezze di varie forme, 1598

Giovanni Battista o Giovambattista Belluzzi, o Bellucci, conosciuto anche come Giovanni Battista di Bartolomeo Bellucci, detto Il Sanmarino (San Marino città, 27 settembre 1506 – Montalcino, 1554), è stato un architetto e ingegnere militare sammarinese.

## Biografia
Nato a San Marino, all'età di 18 anni venne mandato dal padre, Bartolo di Simone, a Bologna, per diventare mercante sotto la guida di Bastiano di Ronco.
Dopo due anni tornò a San Marino dove divenne un commerciante di lana.  La sua prima moglie, Cagli morì poco dopo il matrimonio.  La sua seconda moglie era Giulia Genga, figlia di Girolamo Genga (1467-1551). Visse con la moglie assieme a Girolamo Genga e imparò con la guida di Bartolomeo Genga il disegno e l'architettura.  Nel 1541 morì la sua seconda moglie, lasciando a Giovanni due figli.
Nel 1543, Giovanni fu chiamato al servizio di Cosimo I de' Medici, Granduca di Toscana come ingegnere.  Disegnò le fortificazioni di Firenze, Pistoia, Pisa, San Miniato e aiutò con il rinnovamento delle mura di San Marino. Costruì anche gli Arsenali Medicei a ridosso della Fortezza di Castrocaro, lavori iniziati nel 1544 e terminati nel 1556 circa, e il cosiddetto "Bastione Mediceo", oggi incorporato nello Spedale S. Giuseppe a Empoli, e scrisse un libro di architettura militare. Venne ferito nell'assedio di Montalcino nella battaglia tra Granducato di Toscana e il Comune di Siena e fu ucciso da questi nel Forte dell'Aiuola nel 1554.

## Opere
- Nuova inventione di fabricar fortezze di varie forme, Venezia, Tommaso Baglioni, 1598.